# Asthenotricha unipecten
Asthenotricha unipecten là một loài bướm đêm trong họ Geometridae.